# Сурмачівський
Сурмачі́вський заказник — ботанічний заказник місцевого значення в Україні. Один з об'єктів природно-заповідного фонду Сумської області.

## Розташування
Розташований у Роменському районі Сумської області, на території Глинської сільської ради, неподалік від автотраси між селами Глинськ і Сурмачівка.

## Загальна характеристика
Площа 53 га. Статус надано в 2004 році з метою збереження природних угідь, зникаючих рослин і тварин та місць поширення рослинних угрупувань, занесених до Зеленої книги України. Перебуває у віданні Глинської сільської ради і ДП «Роменський агролісгосп» (Андріяшівське лісництво, кв. 180, вид. 23-40, 47-48). 
Охороняється безстічний болотний масив на піщаній терасі річки Сули. Заказник розташований на висоті 117 м. над р. м. У заказнику поширені вологі луки та очеретяне болото. Ґрунти торфово-болотні, а на лесових породах — лучно-чорноземні поверхнево-солонцюваті. У заказнику росте лісова, болотна, лучна рослинність.

## Флора і фауна
Із рідкісних рослин тут ростуть зозульки м'ясочервоні, занесені до Червоної книги України. Є тварини, які потребують особливої охорони. Вони представлені деркачем, Ванессою чорно-рудою, рогачем звичайним. Тварин, що входять до списку Бернської конвенції,— 46 видів. Лікарських рослин — 32 види. До Червоного обласного списку занесено два види (пастушок і погонич).
На об'єкті заповідання поширені вологі луки та очеретяне болото з окремими кущами верби попелястої. Ростуть костриця лучна, осока, хвощ болотний, цибуля Вальдштейна, кмин тощо.